# 神田の大火
神田の大火（かんだのたいか）では、江戸・東京市の神田地域（その後の東京都千代田区神田）で起こった大きな火災の歴史を説明する。
江戸の町には火事がつきもので、なかでも神田は火事の中心地であった。神田から火が起こったものに限っても、1625年（寛永2年）に神田須田町から、1829年（文政12年）に佐久間町から、1858年（安政5年）に外神田連塀小路から出火し、それぞれ大きな被害を出している（文政の大火）。その後、明治に入っても神田は火事の町であり続けた。明治年間だけで被害戸数が1000を超える大火が6回を数え、日本橋、京橋と並んで、神田は「火の巣窟」といわれた。

## 大火の要因
神田に大火が多い要因としては主に以下の内容が挙げられる。
1. 江戸城に近く商家家屋が密集し、また瓦葺きを禁止して茅葺きが中心だったことから、飛び火による延焼を引き起こした
2. 井戸水の質が悪かったため生活用水には水道（神田上水）の水を使用していた。当時の水道技術では、火災の消火のために十分な水を確保できなかった
3. 西南に千代田城、西に麹町台地、北に駿河台地と湯島台が位置しているという地理的条件により、冬季は特に東京湾からの風を受けて火が煽られ、丘陵に向かって火が上りやすくなった

## 江戸期の主な大火

### 文政の大火
文政12年3月21日（1829年4月24日）の午前10時ごろ、佐久間町二丁目の材木小屋から出火。江戸全体の1割を超える三六〇町が焼失し、罹災者は7万2000余名に達した。江戸三大火(明暦の大火、明和の大火、文化の大火)に次ぐ大火とされる。

## 明治期の主な大火

### 松枝大火
1881年（明治14年）1月26日の夜半、当時の神田松枝町から出火し、家屋の全焼10,673戸、被災者も3万6500人を超える大火となった。被災地域には東神田に限らず、日本橋区、本所区、深川区など、約42万1,400平方メートルが焼失した。
橋本町（その後の東神田1丁目）のスラム街も含まれ、当該区画の再開発のきっかけともなった。

### 猿楽大火

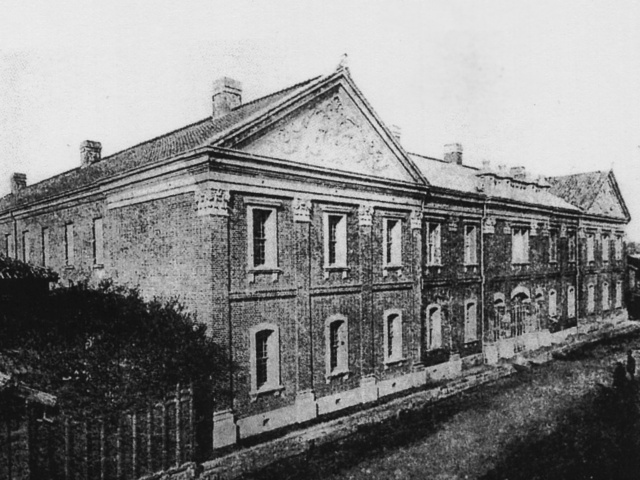
焼失した東京法学院の煉瓦校舎

1892年（明治25年）4月10日に、猿楽町1番地から発生した大火である。午前9時30分ごろに一度火の手は収まったが強風により再燃、同日の午前11時30分に鍛冶町の大通り付近で鎮火した。この神田の大火では、24人が焼死、36人が負傷し、神田区と日本橋区を含む149,206平方メートルが焼失、そのなかには東京法学院（その後の中央大学）や三省堂書店があった。
出火から鎮火まで
4月10日、午前0時30分ごろ、火災が発生。火元は神田区猿楽町飲食店、宮本周蔵の物置。原因は雇人の荒木清蔵による蝋燭の火の消し忘れである。前日の9日から激しい北西の風が吹いており、消防署は出火に対する管戒を強めていた。しかし10日の午前0時30分ごろに宮本宅から火の手が上がる。周囲には水道の設備がなく風が吹き荒ぶ中で瞬く間に周囲へ燃え広がった。火の手は三方に燃え広がり、小川町通り、神保町通り、錦町通りそれぞれを延焼。錦町の火勢が極めて強く同町一面を焼いて小川町の火勢と合流した。午前9時30分ごろに鎮火するかに見えた消火活動は風による残り火の煽りで再炎上し、皆川町、旭町、蝋燭町、関口町以東にも燃え広がった。ようやくにして午前11時30分、今川町の堀割にて鎮火した。
消火活動と蒸気喞筒（蒸気ポンプ）
4月10日午前1時15分、小川警察署より消防指令長の川畑種長に出火の連絡があった。川畑は各消防分署の蒸気喞筒（蒸気ポンプ）の総出動と消防組の定員出動を即時に命じ、自ら陣頭指揮にも当たった。強風により消火活動は困難を極め、8台の蒸気筒をそれぞれ 6,7回移動させ、10時間以上の消火活動によってようやく鎮火させた。川畑は後日、この火事が 4000有戸の焼失にとどまったのは蒸気喞筒の効果によるものであると述べている。
中央大学の被害
東京法学院（現在の中央大学）はこの大火で当時築4年余りの校舎が類焼し、600有余坪が焼失したとされる。また、同校と高橋法律文庫の蔵書併せて10万巻の図書が烏有に帰したとされる。 しかし、必要書類が搬出できたため、火災後の対応策が急ぎ実施され、火災の7日後には帝国大学講義室を借りて講義を再開した。また、校舎の再建は明治屋の取次でロンドンの保険会社にかけていた一番数千円の保険金で再築を行い、煉瓦石造の新校舎が9月中に落成した。しかしこの保険金額では被害の回復には十分ではなく、校舎は一階建てとなった。
安田火災海上保険
当時の火災保険であった「有限責任東京火災保険会社」はこの神田の大火により莫大な損害を受け、安田善次郎に会社の救済を要請した。そして、安田財閥の傘下となった東京火災は翌年の1893年6月に「東京火災保険株式会社」となり、のちの安田火災海上保険（その後の損害保険ジャパン）となる。

## 大正期の主な大火
明治時代初期の東京では、江戸時代と同様の大火が起こっていた。やがて消防体制の整備が進み、建築物も次第に耐火建築が増えてきたため、大正時代に入ると焼失戸数3000戸以上にのぼる大火は起こらなくなった。さらに焼失戸数1000戸程度まで下げてみると、以下で述べる1913年（大正2年）2月20日の三崎大火の他に1921年（大正10年）4月6日の浅草田町の大火、1925年（大正14年）3月18日の日暮里大火のみである（1923年(大正12年)9月の関東大震災を除く）。

### 三崎大火
火事の経過
火事前日の1913年（大正2年）2月19日夕刻から、東京では最高14メートル強の強い北西の風が吹いていた。午後10時を過ぎると風の勢いは幾分弱まったが、それでも10メートル強の風が引き続いて吹いていた。
2月20日午前1時20分ごろ、神田区神田三崎町二丁目5番地（現在の神田三崎町一丁目9番）の救世軍大学植民館寄宿舎付近より出火した。火は折からの強風（北西の風）にあおられて四方に延焼した。一方の火の手は三崎町一丁目・二丁目を水道橋方向に燃え進み、もう一方の火の手は中猿楽町を南に燃え進み、東京市電の線路を飛び越えて宮城（現在の皇居）付近まで燃え広がった。宮城へは皇宮消防隊、皇宮警察、近衛連隊などが総出で対応した結果、延焼を免れている。
被災地域
中猿楽町、三崎町、表猿楽町南、北神保町、裏表神保町、錦町等
被災した主な建物
外国語学校、順天中学、東京中学、仏英和女学校、大成中学、工科学校、救世軍大学植民館、一橋郵便局、学士会館、東京堂書店、同文館書店、冨山房、中央パブテスト教会、水原病院など
順天中学校では、防火のため軍が出動してその建物を破壊したのが功を奏してか、北神保町、南神保町の一部は火の手を逃れた。付近にあった本屋街も大半が被災し、焼損した書籍は20万冊とも100万冊ともいわれる。
大成中学校は1895年（明治28年）に校舎を新築して三崎町一丁目2番地に移転してきていた。この火災で隣のバプテスト教会から類焼し、4棟の校舎のうち主要な3棟を焼失。隣接する東洋商業と併せた校主であった杉浦鋼太郎の家や土蔵も全焼したが、東洋商業までは燃え移らなかった。
消防隊は蒸気ポンプを使って対応したものの、火勢は衰えなかった。火は約6時間にわたって燃え広がり、午前8時30分にようやく鎮火した（鎮火時間には異説があり、午前8時ともいう）。焼失戸数は全焼2375戸、半焼72戸であった。1923年(大正12年)9月の関東大震災を除いて、大正時代の東京で最大の大火となった。
出火元
2月20日の大火において当初、救世軍大学植民館が火元と考えられていた。そのため多少世論からの反感があり、新聞社に対して救世軍大佐の山室軍平が謝罪文を送った。その後、救世軍大学植民館裏手から出火したという有力な証言があり、救世軍がそれらの資料をもとに調査書を作り、警視庁に提出された。それを含め警察が調べると実際には救世軍大学植民館内部からの出火ではないと判明した。